# Nowooleksijiwka (Berdjansk)
Nowooleksijiwka (ukrainisch Новоолексіївка; russisch Новоалексеевка Nowoaleksejewka) ist ein Dorf im Süden der ukrainischen Oblast Saporischschja mit 687 Einwohnern (2001).

## Geschichte
Das Dorf wurde 1861 auf dem Gelände einer ehemaligen Nogai-tatarischen Aul von Siedlern aus Mykolajiwka im Bezirk Berdjansk sowie aus Dörfern der Gouvernements Charkow, Woronesch und Tschernigow gegründet.
Der preußische Naturforscher Peter Simon Pallas wies bereits an der Wende vom 18.- zum 19. Jahrhundert auf den hohen Eisengehalt im Erz des Gebietes hin. Ab 1876 wurde hier Erz gefördert und 1893 wurde hier eine belgisch-russische Gesellschaft zur Erschließung des Gebiets gegründet. Das aus einem Steinbruch gewonnene Erz wurde bis zum Ersten Weltkrieg in Karren und zu den Bahnhöfen nach Jelysawetiwka (⊙) und Melitopol transportiert.

## Geografische Lage
Die Ortschaft liegt in der Steppenzone auf einer Höhe von 24 m am mittleren Flusslauf der Losuwatka (Лозуватка), einem 78 km langen Zufluss zum Asowschen Meer, 19 km nordwestlich vom Rajonzentrum Prymorsk und 170 km südöstlich vom Oblastzentrum Saporischschja. Östlich vom Dorf verläuft die Territorialstraße T–08–21.
Am 12. Juni 2020 wurde das Dorf ein Teil der neugegründeten Stadtgemeinde Prymorsk, bis dahin bildete es zusammen mit den Dorf Losuwatka (Лозуватка) die gleichnamige Landratsgemeinde Nowooleksijiwka (Новоолексіївська сільська рада/Nowooleksijiwska silska rada) im Zentrum des Rajons Prymorsk.
Ab dem 27. August 2017 war das Dorf das administrative Zentrum der 206,9 km² großen Landgemeinde (Новоолексіївська сільська об’єднана територіальна громада Nowooleksijiwska silska objednana terytorialna hromada) zu der auch noch die Dörfer Losuwatka (Лозуватка), Manujliwka (Мануйлівка),
Petriwka (Петрівка) und Kalyniwka (Калинівка) gehörten.
Seit dem 17. Juli 2020 ist sie ein Teil des Rajons Berdjansk.